# مسجد العنبرية
مسجد العنبرية، هو المسجد الذي أنشأه السلطان العثماني عبد الحميد الثاني عام 1326هـ 1908م، ليكون جزءا من مشروع محطة المدينة المنورة التي هي آخر محطة من محطات سكة حديد الحجاز والذي كان يربط بين المدينة ودمشق، والتي بنيت في منطقة العنبرية المدينة المنورة، فحمل المسجد والمحطة اسم المنطقة.
وجاء إنشاء هذا المسجد على الطراز العثماني التقليدي في المساجد متوسطة الحجم، فنرى سقيفة للمدخل تقوم على أعمدة ذات تيجان ذات مقرنصات وعقود مدببة، تحمل قبابا نصف كروية صغيرة، وتحف السقيفة منارتان رشيقتان أسطوانيتان، لكل منهما شرفة مؤذن واحدة، يعلوها مخروط مصفح بالرصاص. وندلف من المدخل إلى بيت الصلاة مربع الشكل الذي تبلغ مساحته 10م × 10 م المغطى بقبة واحدة كبيرة، مزخرفة من الداخل بزخارف نباتية ملونة عثمانية الطراز، تنتمي إلى تلك المرحلة التي تأثر فيها الطراز العثماني بالأنماط الزخرفية والأوروبية وخاصة الباروك والروكوكو، ولا يوجد بالمسجد منبر، لأنه لا تؤدى فيه الجمعة.
وقد استعملت المواد المحلية في التنفيذ، فنرى المسجد من الخارج أسود اللون، نتيجة بنائه بحجر البازلت البركاني المدني المعروف في المدينة بالحجر الحراوي، وهو من أشد الحجارة صلابة، وقد استخدمه العثمانيون قبل ذلك في بناء الجزء المجيدي من الحرم النبوي الشريف، وربما كان ذلك سببا في صمود المسجد إلى اليوم، وطلي من الداخل باللون الأبيض، بينما كسي القسم الأسفل من حوائطه من الداخل بالرخام الأبيض، ولم يتيسر لنا معرفة ما إذا كانت هذه الكسوة من عمل المنشئ أم أنها مستحدثة. ويمكن رؤية ما سبق ذكره في الصورة الداخلية للمسجد.
التي يظهر فيها أن ما تم إضافته من خدمات حديثة داخل المسجد لم يتم تطويعها لتتناسق مع كونه مبنى تراثيا، مثل أجهزة تكييف الهواء ووحدات الإضاءة الداخلية الكهربية.

## هامش
(الحجر الحراوي نسبة إلى الـحَرَّة - بفتح الحاء والراء المشددة - والحرة لغويا أرض ذات حجارة سوداء، والجيولوجيا تقول إن هذه الحجارة هي ناتج شظايا انفجار بركاني كبير، والتجمد السريع لهذه الشظايا ينتج عنه البازلت، وفي المدينة المنورة حرتان تحيطان بهما)

## بناء المسجد

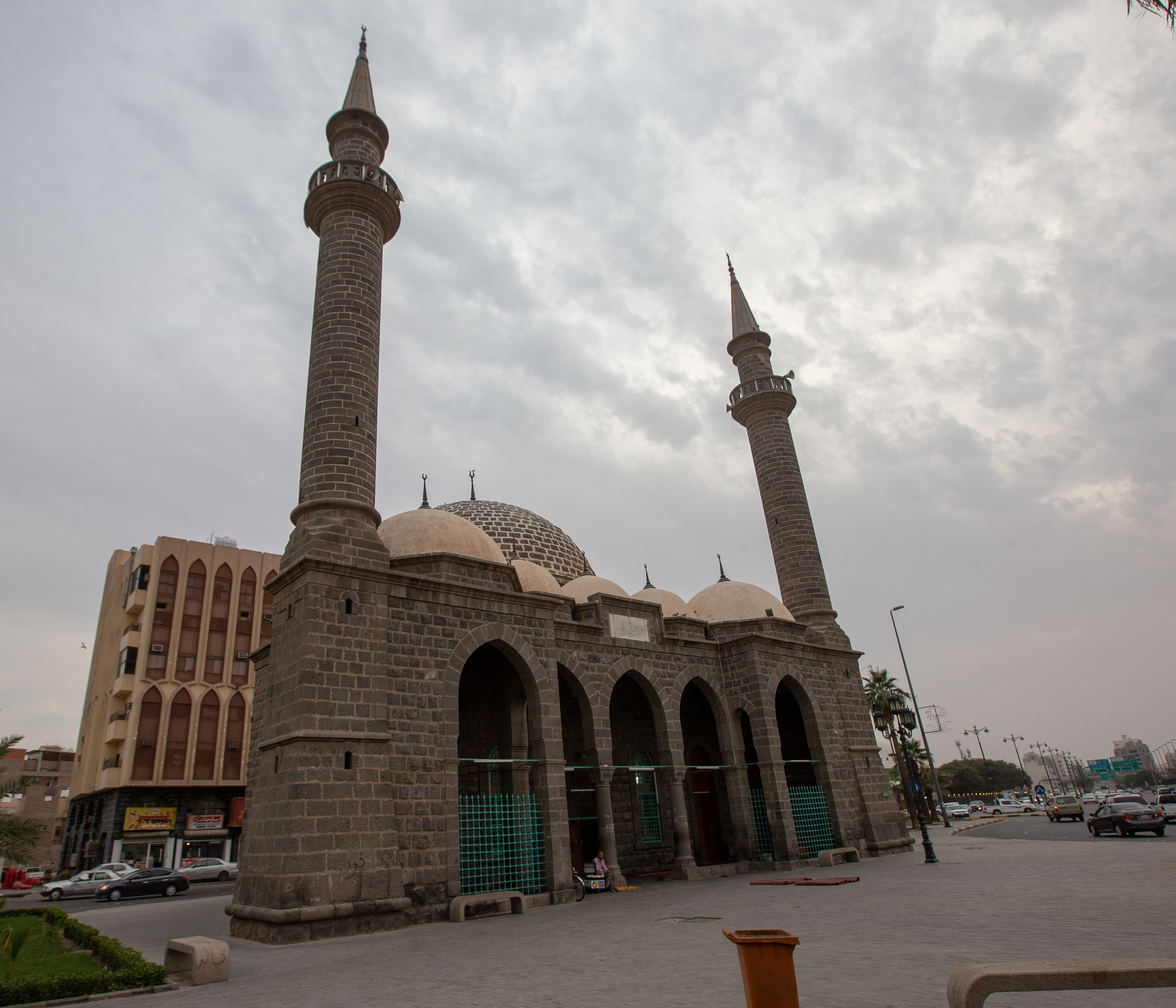
مسجد العنبرية قرب سكة حديد الحجاز

غُطيت الأسطح الداخلية بالحجارة البازلتية، أما الحوائط الخارجية فقد نُحتت بطريقة أعطت المبنى طابعاً قوياً، وأما حوائط المئذنة أُستخدمت فيها الدعامات للشكل الخارجي بشكل يعطي التباين الناتج من الظل والنور، ورغم أن المسجد أُقيم بشكل عام على نمط المساجد العثمانية إلا أنه لا يوجد شكل مماثل أُعتمدت فيه الأكتاف على هذا النحو في الشكل الخارجي للمبنى سوى جامع إبراهيم باشا في إسطنبول عام 959هـ/1551م.

## انظر ايضاً
- المدينة المنورة
- مسجد قباء
- مسجد عداس

## وصلات خارجية
- مسجد العنبرية في المدينة .. روعة الحجر المنحوت في العهد العثماني.